# بابه قران
عبدالغفار و فرزند سلطان مشهور به بابه قِران هنرمند آواره و درویش افغانستانی، در سال ۱۲۸۹ خورشیدی در گذر ده حسن ولسوالی تاشقرغان ولایت سمنگان به دنیا آمد.
بابه قران از همان کودکی به خواندن آهنگ‌های محلی آغاز نمود. در اوایل که شغل چوپانی داشت افزون‌بر آوازخوانی توله می‌نواخت. در سن دوازده‌سالگی نزد مرحوم محمدحکیم تنبورنواز به نواختن دمبوره پرداخت. او پس از سال‌ها توانست پول ناچیز را جمع کند تا دمبوره‌ای برای خود خریداری کند. در ولسوالی تاشقرغان به جز بابه قران کسی دیگری نبود که در محافل خوشی آهنگ بسراید. مردم او را به این خاطر بابه قران می‌گفتند که او پس از ساعت‌ها آوازخوانی مبلغ یک قِران که با آن نیمِ یک قرص نان می‌شد بدست می‌آورد. زندگی او خیلی به زحمت پیش می‌رفت. پس از سال‌ها تجربه، او به سرودن شعر و آهنگ‌های جدید و دلنشین پرداخت. آهسته آهسته شهرت وی تا مزار شریف رسید. در مزار شریف مردم از کمپوز و شعرهای وی به مشاعره می‌پرداختند. شعرهای بابه قران را بنام شیر و شکر و آهنگ‌های او را به نام قطغنی یاد می‌کنند. بابه قران در سال‌های ۱۳۶۰ یک گروه هنری محلی را با شرکت بنگیجه زیربغلی‌نواز (دُهُلی که در زیر بغل سکت چپ گذاشته می‌شود) و نورمحمد غیچک‌نواز حکیم طنبوری، صمد توله‌چی، شریف زیربغلی نواز، غلام، بابه نور بنیاد گذاشت. رادیو تلویزیون افغانستان توانست در دوران واپسین عمر او چند پارچه دمبوره و آهنگ او را ثبت کند.
هنرمند از یاد رفتهٔ دیگری بنام آق پشک (پشک/گربهٔ سفید) نیز هم‌روزگار بابه قران بود که در نواختن دمبوره با او رقابت می‌کرد و این نکته ارزشمند در کتابی بنام «موسیقی در فرهنگ صفحات شمال افغانستان» اثر پژوهشی پروفسور مارک سلوبین، موسیقی‌دان، نظریه‌پرداز و اندیشمند آمریکایی تذکر رفته است که در سال‌های ۱۹۶۷-۱۹۶۸ میلادی در اقامت پانزده ماهه‌اش در افغانستان به تحقیقات موسیقی فولکلور پرداخت.
نغمهٔ معروف بنام پرده گنجشکک نیز برای نخستین بار توسط آق‌پشک اجرا و توسط پروفسور مارک سلوبین در تاشقرغان برای نخستین بار ضبط نواز گردید. سلوبین در کتاب خویش از توانایی و مهارت هر دو هنرمند در نواختن دمبوره یاد نموده است. ولی نسل امروز در سمت شمال کوچک‌ترین معلومات دربارهٔ آق‌پشک ندارند و او کاملاً به‌باد فرامشی سپرده شده‌است.
بابه قران در زمان حکومت طالبان حیات داشت ولی بینایی چشم‌هایش را ار دست داده بود. او در سال ۱۳۷۸ جهان فانی را وداع گفت و یکی از دوستان قدیمی‌اش معروف به زرگر او را به خاک سپارید. بعد از مدتی زرگر هم وفات نمود و مقبرهٔ او گُم می‌باشد. او در وقت مرد که موسیقی در افغانستان مرده بود به این خاطر مقبره تا حال پیدا نشده‌است.
او ازدواج نکرده و از او کدام فرزندی باقی نمانده‌است. پس از اینکه طالبان از صحنهٔ سیاست خارج شدند و افغانستان دارای چندین شبکهٔ تلویزیونی، رادیویی و سایر رسانه‌های گروهی شد، هنرمندان خارج از افغانستان آهنگ‌های بابه قران را با موسیقی مدرن سرودند که آهنگ‌های وی امروز در افغانستان، تاجیکستان و ایران بر سر زبان‌هاست.
- آهنگ دخترک مزاری، با آواز ولی
- آهنگ بیا بیا جانانه زودتر برآی از خانه، با آواز ولی
- آهنگ شیر و شکر از دور می‌نمائی خنده کرده میایی، نقشت کشم بدیوار ظالم جان از کجائی، با آواز وحید قاسمی
- آهنگ بشنو ناله فریاد من ناله بیداد من، با آواز نازیه اقبال، آوازخوان پاکستانی.